# 고군면
고군면(古郡面)은 대한민국 전라남도 진도군에 위치한 면이다. ‘한국판 모세의 기적’으로 알려진 ‘진도 신비의 바닷길’로 유명한 지역이다.

## 행정 구역
| 법정리 | 한자명 | 행정리                           | 비고            |
| ------ | ------ | -------------------------------- | --------------- |
| 고성리 | 古城里 | 오일시리, 신리, 고성리           |                 |
| 금계리 | 金界里 | 가계리, 용호리, 회동리, 금호도리 |                 |
| 내산리 | 內山里 | 내동리, 마산리, 황조리           |                 |
| 도평리 | 道平里 | 평산리, 도론리                   |                 |
| 벽파리 | 碧波里 | 벽파리, 연동리                   |                 |
| 석현리 | 石峴里 | 석현리                           |                 |
| 오류리 | 五柳里 | 유교리, 오류리                   |                 |
| 오산리 | 五山里 | 오상리, 오하리, 지수리           | 면사무소 소재지 |
| 원포리 | 遠浦里 | 하율리, 원포리                   |                 |
| 지막리 | 芝幕里 | 지막리, 벌포리                   |                 |
| 향동리 | 香洞里 | 모사리, 향동리                   |                 |

## 교육
- 고성초등학교
- 오산초등학교
  - 오산초등학교 금호도분교
- 고성중학교

## 관광
- 이충무공 벽파진 전첩비

고군면 벽파리의 정남방 산기슭에 있는 이순신 장군의 명량대첩 기념비로서 1956년 군민의 성금으로 세워졌는데 정유재란 때 12척의 적은 배로 330여척의 왜선을 격퇴한 전공기록이 새겨져 있고 노산 이은상 선생이 비문을 지었으며 진도출신 서예가 소전 손재형 선생이 글씨를 썼다.
- 진도 신비의 바닷길

고군면 회동리와 의신면 모도리 사이 약 2.8km로 바다가 매년 음력 2월말에서 3월초에 조수간만의 차로 해저 사구가 40m폭으로 물위로 드러나 바닷길을 이루는데 이때 신비의 바닷길 축제가 열려 진도의 민속민요 등 다채로운 행사가 펼쳐지며, 1975년 주한 프랑스대사 "피에르랑디"씨가 진도개 연구차 왔다가 바닷길이 열리는 현장을 목격하고 “한국판 모세의 기적”이라 감탄하여 프랑스 신문에 소개한 것이 세계적으로 널리 알려지게 되었다.
- 가계해수욕장

신비의 바닷길과 인접해 있는 가계해수욕장은 넓은 모래사장과 3만평이 넘는 주차장이 있으며 민박시설이 잘 갖추어져 있고 청소년수련관과 해양생태관이 개관되어 피서지로는 안성맞춤이다. 또한 손에 잡힐 듯한 금호도와 모도 등 섬 무리의 맑은 바닷물이 함께 아늑한 풍경을 지니고 있어 관광지로 각광 받고 있으며, 낚시터로서도 인기있는 곳이다.